# Сан Сосио Баронија (Авелино)
Сан Сосио Баронија (итал. San Sossio Baronia) је насеље у Италији у округу Авелино, региону Кампанија.
Према процени из 2011. у насељу је живело 938 становника. Насеље се налази на надморској висини од 638 м.

## Становништво
Према резултатима пописа становништва 2011. у општини је живело 1.697 становника.
| 1931. | 1936. | 1951. | 1961. | 1971. | 1981. | 1991. | 2001. | 2011. |
| ----- | ----- | ----- | ----- | ----- | ----- | ----- | ----- | ----- |
| 2.752 | 2.683 | 2.766 | 2.355 | 2.395 | 2.334 | 2.294 | 1.914 | 1.697 |